# Gelion
Gelion is een rivier in Midden-aarde uit het werk van J.R.R. Tolkien.
De Gelion komt vooral voor in De Silmarillion. Het was de grootste rivier van Beleriand. Hij ontsprong bij twee bronnen en had twee takken: de Kleine Gelion, die uit de heuvel Himring kwam, en de Grote Gelion, die van de berg Rerir stroomde. Zes rivieren voedden de Gelion vanaf de Ered Luin: de Ascar, die later Rathlóriel genoemd werd, de Thalos, de Legolin, de Brilthor, de Duilwen en de Adurant. Tussen de Gelion en de Ered Luin lag het groene land Ossiriand. In de zijrivier de Adurant lang het eiland Tol Galen, waar Beren en Luthien verbleven na hun terugkeer.
De Gelion was bijna twee keer zo lang als de rivier de Sirion, maar niet zo waterrijk.